# Hilal-i-Imtiaz
O Hilal-i-Imtiaz (Português: Crescente de Excelência; em urdu:  ہلال امتیاز‎, Hilāl-i Imtiyāz) é o segundo prêmio mais alto dado a civis no Paquistão pelo próprio governo, e é concedido tanto a civis quanto a oficiais militares. Ele reconhece indivíduos que fizeram "uma especial contribuição para a segurança ou interesses nacionais do Paquistão, paz mundial, de valor cultural ou outros esforços significativos para o povo". É uma condecoração civil, e não é concedida apenas para cidadãos paquistaneses.
A honra é restrita a indivíduos com enormes contribuições na sua sua área que tenham levado reconhecimento internacional do Estado. É dado por trabalhos nos campos da literatura, artes, esportes, medicina, e ciência para civis. É anunciado todos os anos no Dia da Independência, 14 de agosto, e dado no Dia do Paquistão, 23 de março, pelo Presidente do Paquistão. Para oficiais militares, é dado por serviços notáveis, e é também a medalha mais alta para os   Major Generais ou Tenente Generais (Forças Armadas), Air Vice-Marshals ou Air Marshals (Força Aérea) e Rear-Admiral ou Vice-Almirante (Marinha). O comitê do Parlamento para prêmios e reconhecimento de serviços ao Estado do Paquistão seleciona nomes de indivíduos e os manda para o Primeiro Ministro; com seu conselho, o presidente faz a premiação em uma cerimônia televisionada pelo PTV. O prêmio é geralmente dado a indivíduos, não a grupos, porque o propósito do prêmio é reconhecer contribuições individuais do recipiente.
O prêmio é um disco de uma Jasminum dourada entre cinco pontos de uma estrela de ouro puro. A estrela tem uma Jasminum adicional brilhante; e no seu centro tem uma esmeralda verde com uma crescente dourada no seu centro.
Uma classe especial da medalha tem uma execução maior do mesmo design usado como uma estrela no lado esquerdo do peito. Além disso, é usada como uma faixa no ombro direito, com sua roseta (amarela com branco para civis e verde para oficiais militares) com borda amarela e branca, tendo o disco central da medalha no seu centro, terminando no quadril esquerdo. Na cerimônia ambas medalhas podem ser usadas ao mesmo tempo de acordo com as conquistas. A medalha é suspensa em uma faixa verde escura com uma faixa central branca e amarelo-clara e faixas finas brancas nas bordas.

## Pessoas condecoradas
- Air Chief Marshal Anwar Shamim
- Gen Shamim Alam Khan
- Gen Rashad Mahmood
- Gen Tariq Majid
- Lt-Gen(then Major)Akhtar Abdur Rahman
- Lt Gen Hamid Gul
- Lt-Gen Muhammad Afzal Janjua
- Lt-Gen Masood Aslam
- Lt-Gen Faiz Jilani
- Lt-Gen Khalid Maqbool
- Lt-Gen Zarrar Azim
- Lt-Gen Syed Arif Hassan
- Lt-Gen Rizwan Akhtar
- Lt-Gen Shahid Aziz
- Lt-Gen Shahid Hamid
- Lt-Gen Masood Perwaiz
- Lt.Gen Muhammad Safdar
- Maj-Gen Raheel Sharif
- Maj-Gen Pervez Akmal
- Maj-Gen Tajul Haq
- Maj-Gen Kaizad Maneck Sopariwala
- Maj-Gen Mohammad Iqbal Akbar Khan
- Maj-Gen Tariq Hamid
- Maj-Gen Asif Duraiz
- Maj-Gen Fahim Akhtar Khan
- Maj-Gen Ali Baz
- Maj-Gen Shahid Saddiq Tirmizey
- Maj-Gen Khalid Munir Khan
- Maj-Gen Javed Alam Khan
- Maj-Gen Syed Abdul Ahad Najmi
- Maj-Gen Syed Khalid Amir Jaffery
- Maj-Gen Nusrat Naeem
- Maj-Gen Asif Ali
- Maj-Gen Shaukat Sultan Khan
- Maj-Gen Tahir Mahmood
- Maj-Gen Shahid Iqbal
- Maj-Gen Muhammad Siddique
- Maj-Gen Jamshed Ayaz Khan
- Maj-Gen Muhammad Akram Sahi
- Maj-Gen Ahmad Shuja Pasha
- Maj-Gen Muhammad Farooq
- Maj-Gen Muhammad Tahir Saeed
- Maj-Gen Masood Hasan
- Maj-Gen Muhammad Mustafa Khan
- Maj-Gen Ayyaz Saleem Rana
- Maj-Gen Naeem Khalid Lodhi
- Maj-Gen Qasim Qureshi
- Maj-Gen Asim Saleem Bajwa
- Maj-Gen Bilal Omer Khan
- Maj-Gen Imtiaz Ahmad
- Maj-Gen Nasim Ul Majeed
- Maj-Gen Badshah Khan
- Maj-Gen Javed Khan
- Maj-Gen Abdul Malik
- Maj-Gen Saeed Ullah Khan
- Maj-Gen Khalid Munir Khan
- Air Marshal Sarfraz Arshad Toor
- Air Marshal Sarfraz Arshad Toor
- Air Marshal Keleem Saadat
- Air Vice-Marshal Javed Zafar Pasha
- Air Vice-Marshal Arshad Rashid Sethi
- Air Vice-Marshal Muhammad Ateeb Siddiqui
- Air Vice-Marshal Hifazat Ullah Khan
- Air Vice-Marshal M. Ikram Ullah Bhatti
- Vice Admiral Iftikahr Ahmed
- Vice Admiral Asaf Humayun
- Rear Admiral Syed Ahmed Baqar
- Rear Admiral Taj Mohammad Khattak
- Rear Admiral Shahid Karimullah
- Rear Admiral Irfan Ahmed
- Rear Admiral Noman Bashi
- Capt Danish Waseem Butt
- Begum Kulsum Saifullah Khan 2007
- Gohar Ejaz 2012 (For Public Service)
- Imran Khan 1992
- Abida Parveen 2012
- Sharmeen Obaid Chinoy 2012
- Fauzia Wahab 2012
- Ansar Burney 2012
- Fatima Surayya Bajia 2012
- Anwar Maqsood 2014
- Ausaf Ali 2013
- Zia Mohyeddin 2012
- Abdul Hafeez Kardar 2012
- Fazal Mahmood 2012
- Masood Khan 2012
- Ansar Pervaiz 2012
- Ahmed Chinoy 2012
- Khalid Abbas Dar 2012
- Azhar Abbas 2012
- Hamid Mir 2012
- Ahmed Bilal 2012
- Jamiluddin Aali 2004
- Kauser Abdulla Malik
- Ishfaq Ahmad 1995
- Masud Ahmad 1998
- Ghulam Dastagir Alam 1983
- Iftikhar Arif 2005
- Masood Aslam 2010
- Patras Bokhari* 2003
- Abdur Rahman Chughtai 1960
- Ahmad Hasan Dani 2000
- Ahmad Faraz*
- Nasir Jamshed
- Fayyazuddin 2000
- Ismail Gulgee
- Mohammad Haleem 1996
- Muhammad Hamidullah 1985
- Arif Hasan 2001
- Mehdi Hassan
- Bilquis Edhi
- Javid Iqbal
- Ishrat Hussain 2003
- Asma Jahangir 2010
- Jameel Jalibi
- Abu Al-Asar Hafeez Jullundhri
- Shahid Karimullah
- Abdul Qadeer Khan 1989
- Akhtar Hameed Khan1996
- Jahangir Khan
- Munir Ahmad Khan 1989
- Maliha Lodhi 2002
- Muhammad Iqbal Choudhary 2007
- Muhammad Nawaz
- Mushtaq Ahmad Yusufi
- Mushtaq Ahmed Baig 2006
- Noel Israel Khokhar 2011
- Julian Peter
- Bano Qudsia
- Ishtiaq Hussain Qureshi
- Khalil Qureshi 2003
- Atta ur Rahman 1998
- Riazuddin 1980 and 1999
- Princess Sarvath al-Hassan 2002
- Annemarie Schimmel
- Tasneem M. Shah 1998
- Muhammad Raziuddin Siddiqui 1981
- Salimuzzaman Siddiqui 1980
- Fakhar Zaman 2008
- Muhammad Suhail Zubairy 2000
- Farjad Tahir Malik 2016
- Sohail Malik 2015
- Tahir Javid Khan 2015
- Aamir Riaz 2015
- Muhammad Asghar 2015
- Athar Ali 2004
- Josh Malihabadi (Poet) 2013[2]